# Мерабишвили, Паата Мерабович
Мерабишвили Паата Мерабович (груз. მერაბიშვილი პაატა მერაბის ძე, родился 6 декабря 1964, Тбилиси) — грузинский и российский скульптор, график, живописец, дизайнер.

## Биография
Родился 6 декабря 1964 года в Тбилиси. Отец художник, мать искусствовед.
1980—1984 — учёба в Художественном училище им. Якова Николадзе в Тбилиси.

Как вспоминает Паата в своей книге:
Уже с раннего детства я наблюдал, как отец рисует и воплощает творческие замыслы. Мама, в последующем искусствовед, рассказывала об истории искусства, передавая знания и открывая огромный незнакомый мир. … По окончании училища, в 1984 году поступил в Тбилисскую Академию художеств, и это было чудом. В том году комиссию по приёму студентов возглавлял скульптор, профессор Гоги Очиаури, бессменный авторитет и по сей день. Этот год стал решающим: скульптура стала осознанным выбором дальнейшей деятельности и жизни. 
В 1990 году окончил Тбилисскую академию художеств.
c 1996 живёт и работает в Москве.
Член Союза художников Грузии и Московского союза художников.
Почётный член Российской академии художеств.
Работы Мерабишвили носят вневременной характер с преобладанием романтического символизма. Его произведения — это скульптуры минималистической эстетики, знакообразования. Он создает своего рода архетипические символы, всегда наполненные образностью и пространственным построением форм.
Интересен творческий подход скульптора к теме «поверхность», где последняя становится неким измерением, «текстом», хранящим в себе информацию о взаимодействии формы и цвета, линии и объёма. Автор смело экспериментирует с цветом, техникой, материалами, создавая современные и очень образные произведения.
Радикально редуцируя форму, мастер создает метафорический образ, добивается необходимого эффекта. Используя насыщенные, яркие, монохромные цвета для своих скульптур, Паата Мерабишвили тем самым акцентирует внешний облик, что позволяет зрителю изучить пластические свойства его образов, их динамику, экспрессию и ритм.
Мир условный и воображаемый является важной философской сферой поисков и переживаний Пааты Мерабишвили. Конкретный сюжет в его работах практически всегда отсутствует. Свое отношение к явлениям и событиям автор выражает через подтекст и метафору. Он создает свой художественный мир, причудливый и многообразный, основанный на взаимосвязи реальности, фантазий и гротеска.
Владея в полной мере всеми приемами пластического наследия, переосмыслив образность скульптуры древних, стилистику классической лепки, Паата Мерабишвили четко определил свой творческий вектор. Образно-пространственный строй произведений скульптора обнаруживает способность «соединять» настоящее, прошлое и будущее, временное и вечное, реальное и ирреальное.

## Семья
В 1989 г. женился на Русудан Кинцурашвили. Она стала его музой и поддержкой во всём. У пары двое сыновей: Леван (г.р. 1991) и Лука (г.р. 1992).

## Выставки
1986—1988 — молодёжные выставки в Ленинграде;
1991 — работа в составе группы скульпторов над мемориальным памятником «9 апреля» в Саингило, Азербайджан;
1991—1996 — выставки в Тбилиси;
1997—1999 — выставки скульпторов Москвы на Кузнецком мосту;
1998 — участие в создании и установке памятника В. Листьеву на Ваганьковском кладбище;
2001 — выставка скульпторов Москвы в ЦДХ;
2001—2004 — выставки скульпторов Москвы на Кузнецком мосту;
2004 — автор проекта памятника зенитчикам — защитникам московского неба 1941 года;
2005 — симпозиум скульпторов Москвы в ЦДХ, скульптура «Девушка с виноградной лозой», доломит;
2005 — автор проекта памятника воинам в г. Ступино;
2006 — автор памятника К. С. Шикланову;
2007 — симпозиум скульпторов Москвы в ЦДХ, скульптура «Стрелец», известняк;
2007 — выставка на антресоли в ЦДХ;
2007 — выставка скульпторов Москвы, МОСХ России;
2007 — автор проекта памятника Мусе Джалилю;
2007 — автор приза зрительских симпатий для XIII Международного конкурса имени П. И. Чайковского;
2008 — автор мемориальной доски заслуженному тренеру СССР А. В. Тарасову;
2008 — участник выставки «АРТ-Манеж»;
2009 — персональная выставка в Манеже
2010 — автор приза фонда «U-Art: Ты и искусство»;
2010 — автор мемориальной доски герою Великой Отечественной войны генералу Г. А. Лобову в Москве;
2011 — автор мемориальной доски поэту Расулу Гамзатову в Москве;
2011 — оформление ресторана «Бабушка» на Патриарших прудах (графика);
2012 — участие в юбилейной выставке «МОСХ 80 лет»;
2012 — автор эскиза памятника Белле Ахмадулиной;
2013 — участник выставки «АРТ-Манеж»;
2014 — эскиз памятника Андрею Первозванному (изготовление малых форм);
2017 — автор приза Российской оперной премии Casta Diva;
2017 — автор приза премии «Инновация года»;
2018 — участие в рождественской выставке скульптуры в ЦДХ;
2018 — участие в выставке «Без покровов» на Кузнецком Мосту;
2019 — избран почетным членом Российской Академии художеств;
2019 — автор скульптуры «Бесконечность» в парке «Зарядье» в Москве;
2019 — автор проекта скульптурной композиции «Советскому солдату-освободителю»;
2019 — автор проекта скульптурной композиции «Знамя победы»;
2020 — автор памятника доктору медицинских наук, академику РАН, профессору, Л. Л. Колесникову;
2020 — участие в выставке «Цветы врачам» в Мультимедиа Арт Музее в Москве.
2021 — участие в XLVI Российском Антикварном Салоне в Москве.
2021 — участие в XLVII Российском Антикварном Салоне в Москве.
2021 — открытие персональной выставки «Автопортрет» в галерее AI «21-й век. Современное российское искусство».
2022 — участие в выставке «АРТ-МОСКВА».
2022 — участие в юбилейной выставке «Московский союз художников 90».